# Stella Étoile Sportive Calais 2011-2012
Questa voce raccoglie le informazioni riguardanti la Stella Étoile Sportive Calais nelle competizioni ufficiali della stagione 2011-2012.

## Organigramma societario
Area direttiva
- Presidente: Jacques Wheatley

Area tecnica
- Allenatore: Badis Oukarache
- Allenatore in seconda: Pablo Griboff

## Rosa
| N° | Nome                | Ruolo | Data di nascita | Nazionalità sportiva |
| -- | ------------------- | ----- | --------------- | -------------------- |
| 1  | Keylla Fabrino      | P     | 13 maggio 1986  | Brasile              |
| 2  | Tamara Matos        | C     | 19 luglio 1985  | Brasile              |
| 3  | Yamila Nizetich     | S     | 27 gennaio 1989 | Argentina            |
| 4  | Melisa Callo        | S     | 9 marzo 1985    | Argentina            |
| 5  | Adriana Dos Santos  | C     | 24 giugno 1985  | Brasile              |
| 7  | Laura Wierre        | S     | 13 maggio 1985  | Francia              |
| 9  | Hellem Kassia       | S     | 19 marzo 1987   | Brasile              |
| 10 | Luiza Ungerer       | L     | 14 gennaio 1988 | Brasile              |
| 11 | Hana Kašić          | P     | 5 giugno 1992   | Francia              |
| 13 | Anastasia Koutchouk | C     | 30 gennaio 1995 | Francia              |
| 14 | Mélinda Hennaoui    | S     | 18 marzo 1990   | Algeria              |